# Lepidodactylus oortii
Lepidodactylus oortii är en ödleart som beskrevs av  Felix Kopstein 1926. Lepidodactylus oortii ingår i släktet Lepidodactylus och familjen geckoödlor. IUCN kategoriserar arten globalt som otillräckligt studerad. Inga underarter finns listade i Catalogue of Life.